# قرطاج ياسمينة
قرطاج يَاسَمِينَة أحد أحياء مدينة قرطاج. ترقيمه البريدي هو 2085.